# Idaea pulchrifascia
Idaea pulchrifascia là một loài bướm đêm trong họ Geometridae.